# Eutrichota lamellata
Eutrichota lamellata este o specie de muște din genul Eutrichota, familia Anthomyiidae, descrisă de Fan și Chen în anul 1988. Conform Catalogue of Life specia Eutrichota lamellata nu are subspecii cunoscute.